# Estación de Pont Cardinet
La estación de Pont Cardinet es una estación ferroviaria francesa situada en el 17º distrito (arrondissement) de París.

## Servicios ferroviarios
- Trenes de cercanías: Sólo los trenes de cercanías de la línea L se detienen en esta estación.